# Желтушка Марко Поло
Желтушка Марко Поло (лат. Colias marcopolo) — дневная бабочка из рода Colias из подсемейства желтушки в составе семейства белянки.

## Этимология названия
Видовой эпитет был дан первооткрывателем бабочки — русским естествоиспытателем и натуралистом Григорием Грум-Гржимайло в честь Марко Поло — итальянского купца и путешественника, представившего историю своего путешествия по Азии в знаменитой «Книге о разнообразии мира».

## Описание
Длина переднего крыла 19—21 мм. Размах крыльев самок до 45 мм, у самцов — до 42—43 мм. Внешне самцы очень напоминают широко распространенный европейский вид желтушку торфяниковую (Colias palaeno).
Окраска крыльев является весьма изменчивой. Фон крыльев может варьировать от жёлто-зеленоватого до светло-жёлтого. Основной фон крыльев самцов обычно зеленовато-желтый. Краевая кайма чёрного цвета, шириной до 2—3 мм, рассечена у вершины светлыми жилками. На конце срединной ячейки переднего крыла имеется слабо выражена чёрная точка. Изредка встречаются аберрации, у которых данное пятнышко отсутствует, а у самок жёлтые пятна на краевой чёрной кайме редуцированы. На заднем крыле светлое пятно, окраски аналогичной фону крыла. Основной фон крыльев самки лимонно-желтый, краевая кайма более широкая — шириной до 5 мм. На верхних крыльях самки в ряд расположено 6 овальной формы пятна жёлтого цвета.

## Подвиды
- Colias marcopolo marcopolo Памир.
- Colias marcopolo afganipolo (Schulte, 1977) Афганистан
- Colias marcopolo kushana (Wyatt et Omoto, 1966) Афганистан

## Ареал и местообитание
Ареал вида включает Памир, Гиндукуш, Гималаи на территории Афганистана и Таджикистана.
Бабочки встречаются на альпийских лугах со скудной растительностью, иногда на каменистых склонах. Обитает на высотах 3600—5000 метров над уровнем моря.

## Биология
В год развивается одно поколение. Лёт бабочек происходит в июне-июле. Бабочки отличаются стремительным, порхающим полётом. Зимуют куколки.

## Кормовые растения гусениц
Гусеницы кормятся на растениях рода Астрагал (Astragalus spp.), Echinospermum и Oxytropis.

## Охрана
Вид был внесен в Красную книгу СССР.